# Mistrovství Evropy ve fotbale žen 1987
Mistrovství Evropy ve fotbale žen 1987 bylo druhým ročníkem tohoto turnaje. Vítězem se stala norská ženská fotbalová reprezentace.

## Kvalifikace
Hlavní článek: Kvalifikace na Mistrovství Evropy ve fotbale žen 1987
Celkem 16 týmů bylo rozlosováno do čtyř skupin po čtyřech týmech. Ve skupinách se utkal každý s každým dvoukolově (doma a venku). Vítězové jednotlivých skupin postoupili na závěrečný turnaj.

## Semifinále
| 11. června 1987 |                          |        |                    |
| Norsko          | 2:0                      | Itálie | Oslo diváci: 5 154 |
|                 | Report[nedostupný zdroj] |        | Oslo diváci: 5 154 |

| 11. června 1987 |                          |        |      |
| Švédsko         | 3:2 (prodl.)             | Anglie | Moss |
|                 | Report[nedostupný zdroj] |        | Moss |

## O 3. místo
| 13. června 1987 |                          |        |         |
| Itálie          | 2:1                      | Anglie | Drammen |
|                 | Report[nedostupný zdroj] |        | Drammen |

## Finále
| 14. června 1987 |                          |         |                                                                   |
| Norsko          | 2:1                      | Švédsko | Ullevaal Stadion, Oslo diváci: 8 408 rozhodčí: Eeko Aho (Finland) |
|                 | Report[nedostupný zdroj] |         | Ullevaal Stadion, Oslo diváci: 8 408 rozhodčí: Eeko Aho (Finland) |